# گودی بیضی (قلب)
گودی بیضی (انگلیسی: Fossa ovalis) یک فرورفتگی در دهلیز راست قلب است که در سطح تیغهٔ میان‌دهلیزیinteratrial septum، دیواره بین دهلیز راست و دهلیز چپ، قرار دارد. گودی بیضی باقی‌مانده یک ورقه نازک فیبری است که در طول رشد جنین، سوراخ بیضیforamen ovale را می‌پوشاند.

## کارکرد
در طول رشد جنین، سوراخ بیضی اجازه می‌دهد خون از دهلیز راست به دهلیز چپ عبور کند و ریه‌های غیرفعال جنین را دور بزند، در حالی که جنین اکسیژن خود را از جفت دریافت می‌کند. در این مدت، دریچه‌ای از بافت به نام تیغهٔ اولیهseptum primum به عنوان دریچه‌ای بر روی سوراخ بیضی عمل می‌کند. پس از تولد، ورود هوا به ریه‌ها باعث کاهش فشار در گردش خون ششی می‌شود. این تغییر فشار، تیغهٔ اولیه را به سمت تیغهٔ میان‌دهلیزی هل می‌دهد و سوراخ بیضی را می‌بندد. تیغهٔ اولیه و دیواره بین دهلیزی در نهایت با هم ترکیب می‌شوند تا یک مهر و موم کامل ایجاد کنند و فرورفتگی به نام گودی بیضی باقی می‌ماند. در حدود دو سالگی، حدود ۷۵ درصد از افراد دارای گودی بیضی کاملاً بسته هستند. گودی بیضی باز نشده را نقص تیغهٔ میان‌دهلیزیpatent foramen ovale می‌نامند. بسته به شرایط، نقص تیغهٔ میان‌دهلیزی (دیواره بین‌دهلیزی) ممکن است کاملاً بدون علامت باشد یا نیاز به جراحی داشته باشد. لبهٔlimbus گودی بیضی یا حلقه بیضیannulus ovalis حاشیه بیضی‌شکل برجسته گودی بیضی در دهلیز راست است. این لبه در بالا و کناره‌های گودی بیضی مشخص‌تر است. در پایین، این لبه ناقص است. گاهی اوقات یک دریچه کوچک شکاف مانند در حاشیه بالایی گودی یافت می‌شود که به سمت بالا در زیر لبه، به دهلیز چپ منتهی می‌شود. این دریچه بقایای سوراخ بیضی جنینی بین دو دهلیز است.

## بسته شدن
تقریباً بلافاصله پس از تولد نوزاد، سوراخ بیضی و مجرای سرخرگیductus arteriosus بسته می‌شوند. تغییرات عمده‌ای که توسط بدن ایجاد می‌شود در اولین نفس (در مورد عملکرد قلب و ریه) و تا هفته‌ها پس از تولد (مانند سنتز آنزیم کبد) رخ می‌دهد. سوراخ بیضی با بسته شدن سوراخ به گودی بیضی تبدیل می‌شود، در حالی که لبه تیغهٔ ثانویهseptum secundum در دهلیز راست به حلقه بیضی تبدیل می‌شود، بنابراین فرورفتگی زیر آن به گودی بیضی تبدیل می‌شود. این امر تنفس و گردش خون را مستقل از جفت مادر می‌کند.
با اولین نفس کودک، شش خون اکسیژن‌دار را به دهلیز چپ می‌فرستد. در نتیجه، فشار در دهلیز چپ بیشتر از دهلیز راست است و افزایش فشار، دریچه میان‌دهلیزی (که سوراخ بیضی را می‌پوشاند) را بسته نگه می‌دارد، بنابراین سوراخ بیضی نیز بسته می‌شود. در رشد طبیعی، سوراخ بیضی بسته شده با دیواره بین دهلیزی جوش می‌خورد. در طول اولین نفس، انقباض عروق باعث بسته شدن مجرای شریانی می‌شود و در طول سال‌های بزرگسالی، بافت آنچه را که زمانی مجرای شریانی بود مسدود می‌کند و رباط سرخرگیligamentum arteriosum را ایجاد می‌کند.

## اهمیت بالینی

### آنوریسم
آنوریسم می‌تواند در بزرگسالی رخ دهد اگر سوراخ بیضی به‌درستی بسته نشود. آنوریسم زمانی اتفاق می‌افتد که یک سرخرگ به‌دلیل ضعیف شدن دیواره سرخرگی در یک ناحیه موضعی بزرگ شود.
وقتی این نوع آنوریسم در ناحیه حفره بیضی رخ می‌دهد، کیسه‌ای بزرگ‌شده تشکیل می‌شود. این کیسه می‌تواند به دهلیز راست یا دهلیز چپ بیرون بزند. علت این آنوریسم ناشی از فشار غیرطبیعی و افزایش‌یافته در قلب است. حتی اگر سوراخ بیضی بسته شود، ممکن است آنوریسم ایجاد شود، معمولاً در سمت دهلیز راست. اگر این آنوریسم بیش‌ازحد کشیده شود، می‌تواند دهانه بزرگ‌سیاهرگ پسین را تنگ کند. این نوع آنوریسم می‌تواند به دلیل تجمع آتروما در سرخرگ‌ها ناشی از بیماری سرخرگ کرونری و همچنین بیماری‌های دریچه آئورت یا دریچهٔ دولَختی باشد. جراحی ممکن است در کمک به مقابله با آنوریسم مفید باشد.

### سوراخ بیضی باز
اگر دیواره بین‌دهلیزی به‌درستی بسته نشود، منجر به سوراخ بیضی باز (PFO) می‌شود. این نوع نقص معمولاً مانند یک دریچه یک‌طرفه عمل می‌کند که در شرایط خاصی که فشار در قفسه سینه افزایش می‌یابد، مانند زور زدن هنگام اجابت مزاج، سرفه یا عطسه باز می‌شود. با فشار کافی، خون ممکن است از دهلیز راست به دهلیز چپ حرکت کند. اگر یک لختهٔ خون در سمت راست قلب وجود داشته باشد، می‌تواند از طریق PFO عبور کند، وارد دهلیز چپ شود و از قلب خارج شده و به مغز برود و باعث سکته مغزی شود. اگر لخته وارد سرخرگ‌های کرونری شود، می‌تواند باعث سکته قلبی شود.